# Physiopathologie
La physiopathologie est une discipline de la biologie qui traite des dérèglements de la physiologie, c’est-à-dire les dérèglements du mode de fonctionnement normal des éléments constitutifs du corps humain, d'un animal ou d'un végétal. La physiopathologie envisage à la fois les mécanismes physiques, cellulaires ou biochimiques qui conduisent à l'apparition d'une maladie et les conséquences de celle-ci.
À ce titre, l'étude physiopathologique d'une maladie permet non seulement de mieux en comprendre les signes cliniques et biologiques, mais aussi d'envisager les mécanismes par lesquels un traitement pourrait rétablir les fonctions normales de l'organe ou tissu atteint. On oppose ainsi deux modes de traitement :
- les traitements symptomatiques : ils visent à diminuer ou supprimer un signe gênant d'une maladie sans s'attaquer à sa cause ou à son mécanisme (par exemple, utilisation d'antipyrétiques — médicaments luttant contre la fièvre — devant un tableau infectieux) ;
- les traitements physiopathologiques ou étiologiques visant à lutter contre les causes ou mécanismes de la maladie (antibiotiques dans l'exemple précédent).

La physiopathologie est étroitement liée à l'anatomopathologie, la biochimie cellulaire et l'immunologie. Son étude en médecine a pris réellement son essor au XIXe siècle sous l'impulsion de médecins comme Claude Bernard.